# Asilomorfs
Els asilomorfs (Asilomorpha) són un infraordre de dípters del subordre dels braquícers. És un grup ampli i divers. Les larves dels asilomorfos són també molt diversos en hàbits.

## Taxonomia
- Superfamília Asiloidea[1]
  - Família Apioceridae
  - Família Apsilocephalidae
  - Família Apystomyiidae
  - Família Asilidae
  - Família Bombyliidae
  - Família Evocoidae
  - Família Hilarimorphidae
  - Família Mydidae
  - Família Mythicomyiidae
  - Família Scenopinidae
  - Família Therevidae
- Superfamília Empidoidea[2]
  - Família Atelestidae
  - Família Hybotidae
  - Família Dolichopodidae
  - Família Empididae (incloent-hi Brachystomatidae)
- Superfamília Nemestrinoidea
  - Família Acroceridae
  - Família Nemestrinidae